# سوزان جونسون
سوزان جونسون (بالفرنسية: Susan Johnson)‏، وزيرة لوثرية، وهي الأسقف الوطني للكنيسة الإنجيلية اللوثرية في كندا منذ عام 2007، وأول امرأة تشغل هذا المنصب.
قبل رسامتها للأسقفية، عملت من 2001 إلى 2005 كمساعدة الأسقف في المجمع الشرقي الذي يغطي كندا الوسطى [الإنجليزية] والمقاطعات البحرية في كندا، وشغلت منصب نائب رئيس مركز.
كرمت جونسون من قبل الأساقفة اللوثرية والإنجليكانية في وينيبيغ في عيد ميخائيل وجميع الملائكة عام 2007. وهي شريعة فخرية لكاتدرائية كنيسة المسيح (هاملتون).